# Закон Фортунатова — де Соссюра
Зако́н Фортуна́това — де Соссю́ра — акцентологический закон, открытый независимо друг от друга Ф. Ф. Фортунатовым (1895) и Ф. де Соссюром (1896) и актуальный для прабалтославянского языка. Согласно этому закону, ударение смещалось с неакутированного слога на последующий слог, если он нёс акутовую интонацию.
Анализируя действие закона Лескина в литовском, Фортунатов и де Соссюр пришли к выводам, что 4 литовские парадигмы можно свести к 2 (2-я выводится из 1-й, а 4-я из 3-й).
Литовские акцентные парадигмы на примере существительных I склонения výras «мужчина», rãtas «колесо», lángas «окно», nãmas «дом»:
|              | 1 парадигма | 1 парадигма | 2 парадигма | 2 парадигма | 3 парадигма | 3 парадигма | 4 парадигма | 4 парадигма |
|              | ед. ч.      | мн. ч.      | ед. ч.      | мн. ч.      | ед. ч.      | мн. ч.      | ед. ч.      | мн. ч.      |
| ------------ | ----------- | ----------- | ----------- | ----------- | ----------- | ----------- | ----------- | ----------- |
| Именительный | výras       | výrai       | rãtas       | rãtai       | lángas      | langaĩ      | nãmas       | namaĩ       |
| Родительный  | výro        | výrų        | rãto        | rãtų        | lángo       | langų̃       | nãmo        | namų̃        |
| Дательный    | výrui       | výrams      | rãtui       | rãtams      | lángui      | langáms     | nãmui       | namáms      |
| Винительный  | výrą        | výrus       | rãtą        | ratùs       | lángą       | lángus      | nãmą        | namùs       |
| Творительный | výru        | výrais      | ratù        | rãtais      | lángu       | langaĩs     | namù        | namaĩs      |
| Местный      | výre        | výruose     | ratè        | rãtuose     | langè       | languosè    | namè        | namuosè     |
| Звательный   | výre        | výrai       | rãte        | rãtai       | lánge       | langaĩ      | nãme        | namaĩ       |

Польский лингвист Е. Курилович отрицал закон Фортунатова — де Соссюра на основании того, что, по его мнению, безударные слоги не могли нести тоновых различий. Тем не менее, такая позиция не нашла поддержки у других учёных. Кроме того, оппозиция между акутом и циркумфлексом не обязательно выражалась в противопоставлении восходящей интонации нисходящей, а могла заключаться в оппозиции глоттализованных слогов неглоттализованным.
Х. Станг и вслед за ним Ф. Кортландт, Р. Дерксен, В. Г. Скляренко и многие другие современные акцентологи отрицают действие закона Фортунатова — де Соссюра в праславянском. В то же время представители московской акцентологической школы (В. А. Дыбо, С. Л. Николаев) в рамках одной из собственных альтернативных реконструкций праславянской акцентологии принимают действие закона Фортунатова — де Соссюра в праславянском.